# Artatza Foronda
Pour les articles homonymes, voir Artaza et Artatza.
Artatza Foronda en Basque ou Artaza de Foronda en espagnol est un village ou contrée faisant partie de la municipalité de Vitoria-Gasteiz dans la province d'Alava dans la Communauté autonome basque.

## Démographie
| 2000 | 2001 | 2002 | 2003 | 2004 | 2005 | 2006 | 2007 |
| ---- | ---- | ---- | ---- | ---- | ---- | ---- | ---- |
| 5    | 9    | 6    | 6    | 6    | 6    | 6    | 6    |